# Platte (rzeka w Missouri)
Platte (ang. Platte River) – rzeka w Stanach Zjednoczonych, mająca źródło w stanie Iowa. Kończy swój bieg jako dopływ rzeki Missouri w stanie Missouri. Jej długość wynosi 275 km. Nazywana często Małą Platte (ang. Little Platte River), w celu odróżnienia od większej rzeki Platte w stanie Nebraska, będącej również dopływem Missouri.